# 索羅基內 (紹斯特卡區)
52°9′46″N 34°0′31″E / 52.16278°N 34.00861°E
索羅基內（烏克蘭語：Сорокине）是位於烏克蘭東北部的村莊，由蘇梅州紹斯特卡區的中布達市鎮負責管轄。該村距離中布達、魯達克和普羅赫雷斯1公里，海拔高度193米，2001年人口82。